# Direction de la police (Finlande)
La direction de la police nationale (finnois : Poliisihallitus) est un organisme public chargé de planifier, de développer, de diriger et de superviser la police finlandaise et ses fonctions de soutien.

## Présentation
La direction de la police est sous le contrôle du Ministère de l'Intérieur.
Elle assure la direction des commissariats de police, les unités de police nationale du bureau national d'enquêtes, l'école supérieure de police et le centre technique de la police.